# گنجشک درختی آمریکایی
گنجشک درختی آمریکایی (نام علمی: Spizella arborea) نام یک گونه از تیره زردپره‌ایان است.